# Pont sobre el Farfanya
Pont sobre el Farfanya és una obra gòtica de Castelló de Farfanya (Noguera) inclosa a l'Inventari del Patrimoni Arquitectònic de Catalunya.

## Descripció

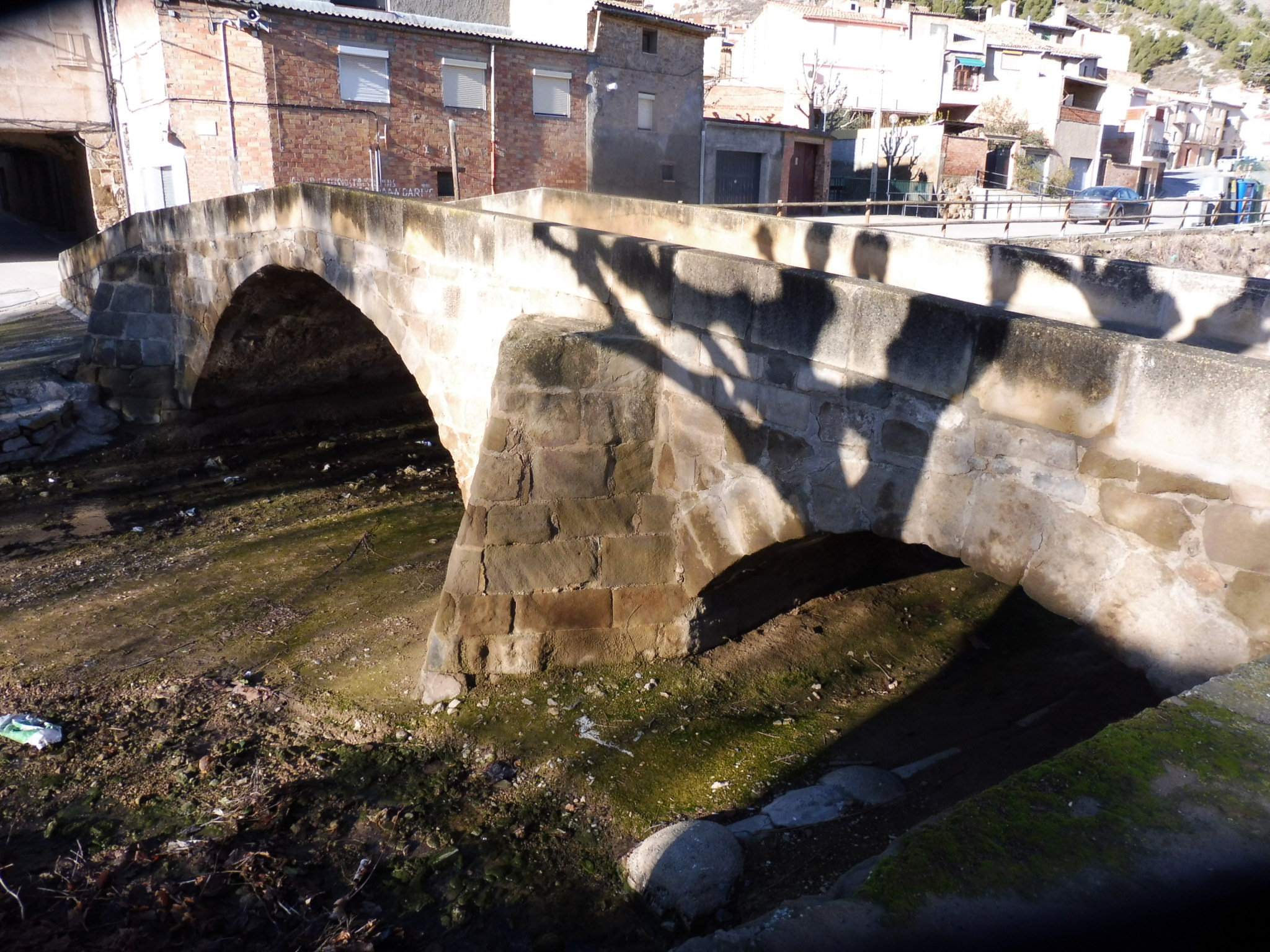
Vista del pont aigües avall

Pont de tres ulls amb arcs de mig punt. Els contraforts són quillats. Salva el riu Farfanya, situat a la dreta del poble, i formava part del camí cap a Balaguer. És a pocs metres d'una de les portes que donaven accés a la vila. Un dels 3 arcs està tapat. Està fet de pedra molt gastada, reforçat amb maons, lleugera esquena d'ase, baranes molt baixes hi ha col·locat un reixat, i els tallamars están molt gastats. Passa per sobre del riu Farfanya, afluent per la dreta del Segre.

## Història
Uns metres enllà hi havia hagut el molí de farina dels ducs d'Alba; feia anar les moles l'aigua de la "secla del Duc", oberta riu amunt.
FARFAÑA-Rio-lo cruzan 2 punetes, uno en Castelló al E de la villa,tocando en las paredes de las casas de 3 arcos de piedra construido en 1326 y se conserva en buen estado. (Madoz.pàg.22)